# Hor Trai
Als Hor Trai (thailändisch หอไตร) bezeichnet man ein Bibliotheksgebäude in einem Wat, der buddhistischen Tempelanlage in Thailand.

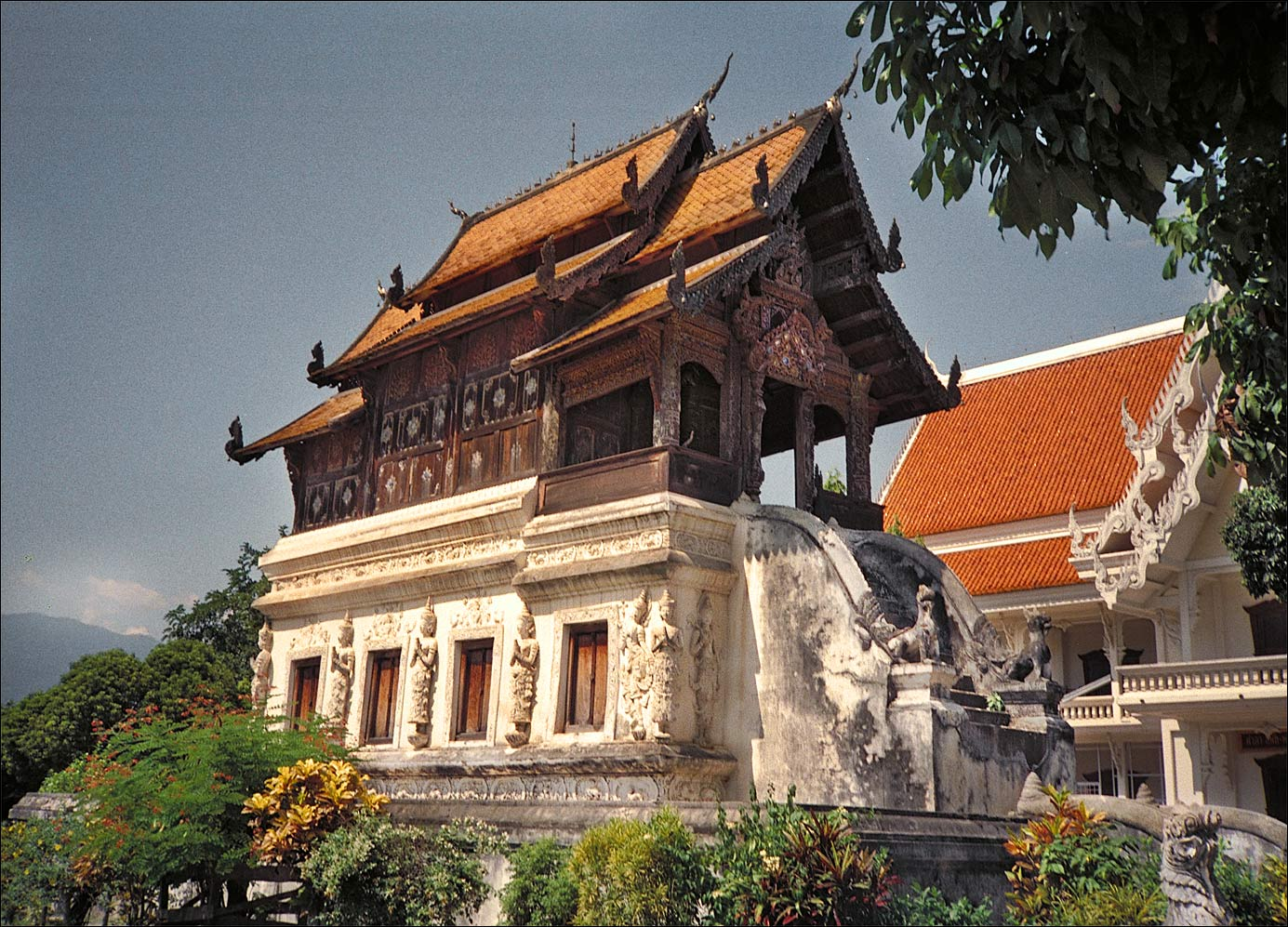
Hor Trai im Wat Phra Singh, Chiang Mai

Jeder Raja Khana (Vorsteher eines Teils der Mönche, siehe: Kuti (Tempel)) besitzt seinen Hor Trai; hat ein Wat mehrere Raja Khana, so finden wir entsprechend viele Bibliotheksgebäude.
Die Verwaltung eines Hor Trai obliegt dem Bannarak, dem Bibliothekar.
Hor Trais können unterschiedliche Größen und Bauformen aufweisen.
Die heiligen Schriften des Tripitaka wurden jahrhundertelang auf Palmblättern geschrieben. Da es schwer ist, die empfindlichen Palmblattbündel der Handschriften vor Feuchtigkeit und Termiten zu schützen, stellt man die Gebäude auf Pfähle, so dass der Raum mit den Bücherschränken etwa 3 m über dem Boden liegt. Wegen der Ameisen bevorzugt man Ziegelmauerwerk, mitunter verlegt man die Bibliothek sogar in künstlich angelegte Teiche.
Die einzelnen Blätter einer heiligen Schrift, ungefähr 50 cm lang und 4 bis 6 cm breit, sind perforiert, sodass etwa 20 bis 40 Seiten mit einer Kordel aufgefädelt werden können. Das gesamte Werk wird zwischen zwei Teakholz-Brettern zusammengepresst und mit einem Tuch eingewickelt in besonderen Bücherschränken aufbewahrt. Diese Bücherschränke sind meistens künstlerisch ausgestaltet, mit Perlmutt-Intarsien oder Zeichnungen in Gold auf schwarzem Lack. Besonders gelungene Beispiele sind im Nationalmuseum in Bangkok zu sehen.